# Anne Mather
Pour les articles homonymes, voir Mather.
Anne Mather est le pseudonyme utilisé par Mildred Grieveson (née le 10 octobre 1946 en Angleterre), une romancière britannique spécialisée dans les romans d'amour. Elle utilise également les pseudonymes Caroline Fleming et Cardine Fleming.

## Œuvres

### Anne Mather
- Le Château de l'impossible oubli
- Les Griffes du tigre
- Dans l'antre du fauve
- Roses blanches de décembre
- Pour l'amour d'un gitan
- Le Cœur en cendres
- Un cœur sans refuge
- Le Maître du manoir
- Mon mari, cet étranger
- Adam, mon frère
- Marée haute
- Rien ne sert de t'aimer
- Le Châtelain des montagnes
- Qui mène la danse ?
- Pour toi, Sara
- L'amour est ma chanson
- La Rose des Médicis
- La Petite Fille aux yeux bridés
- Au loin la ville
- Tout peut recommencer
- Une sorcière de lune
- Pour tout l'or du désert
- Le Fantôme de l'Atlantide
- Deux visages, un amour
- Une ombre sous le soleil
- L'Orage andalou
- L'Île du Dieu
- L'Année de ses dix ans
- Des rubis couleur de désir
- Tendre innocence
- Inoubliable Dionysos
- Si seulement...
- Bienvenue à Soledad
- Captive du destin
- Au creux de vos bras
- Demain, à Paradiablo
- Son cœur était ailleurs
- Demain, si tu veux...
- Au nom des jours anciens
- Libre et sauvage comme la mer
- L'Élixir de la vengeance
- Le Souffle de l'ombre
- L'Étoile des Fidji
- La Nuit sans lune
- Sous le ciel de Monastiros
- Le Château de la sorcière
- Blanc pays de toujours
- Tant de larmes inutiles
- Naïve sauvageonne
- Tendrement vôtre
- Beaucoup trop loin de toi
- Le Château des neiges
- Si tel est ton désir...
- Douce comédie
- Une journée à Swaledale
- La Quinta des rêves oubliés
- Les Cascades de la lune
- La Fugue de Juliet
- Le diable avait ton visage
- Concerto sauvage Les livres de Cœur
- Dans la nuit de l'inconnu
- Nulle part ailleurs...
- La Malédiction des Gantry Série
- Le Jeu du chat et de la souris
- Timide Antonia
- Quand le brouillard se déchire
- Les Fleurs blanches de la passion
- Malgré ce qui nous sépare
- Tout pour te garder
- La Prisonnière du Xanthia
- L'Amour prisonnier / Revenir vers toi
- Sonate mexicaine
- Heureux tropiques
- La Falaise du diable
- L'Île de l'enfant sauvage
- Au palais de Murad
- La belle infidèle
- Je ne suis pas Jessica
- Une troublante ressemblance
- Visite au Palazzo Malatesta
- Une femme en fuite Grands
- Atout cœur pour Alyne
- Les portes du destin Grands
- Cap sur Mango Key
- Passion aux Bermudes
- Un été pour Shelley
- Le Clan des MacAllister
- Olivia ou les élans du cœur
- La Vie privée d'un milliardaire
- La Perle des Bahamas
- Troublantes tentations
- Un mari pour la vie
- L'Învitée mystère
- Rendez-vous en Toscane
- Une rivale inattendue
- La Star disparue
- Cruels soupçons
- Souvenirs troublants
- Qui êtes-vous, Isobel ?
- Désirs trompeurs
- Les Soupçons d'un séducteur
- La Mémoire volée
- Dangereuse liaison
- L'Amant interdit
- Piège de cristal
- Le Meneur de jeu
- En dépit du soupçon
- Une dangereuse rivale
- Trompeuses apparences
- L'Époux retrouvé
- Un mystérieux rendez-vous
- En quête de vérité
- L'Île de la passion
- Un homme de cœur
- L'Amant des Caraïbes
- Les Mensonges du passé
- Une femme à aimer
- L'Honneur des Montoya
- Une passion irrésistible
- Le Cadeau d'une nuit
- L'Île aux amants
- Une nuit d'amour inoubliable
- La Passion retrouvée
- L'Enfant de Demetri Souvakis
- La Revanche d'un play-boy
- Tempête au bout du monde